# 파블로 라라
파블로 라라 로드리게스(스페인어: Pablo Lara Rodríguez, 1968년 5월 30일~)는 쿠바의 역도 선수이다. 1992년 하계 올림픽에서 남자 미들급에서 은메달을 획득했으며 1996년 하계 올림픽 미들급에서 금메달을 획득했으며, 세계 선수권 대회에서 3회 우승했다.

## 개인사
동생인 에밀리오도 쿠바 국가대표 역도 선수로 활동했다.